# 高諒
高 諒（こう りょう、485年 - 525年）は、北魏の官僚。字は脩賢。本貫は渤海郡蓨県。

## 経歴
高和璧（高祐の子）の子として生まれた。若くして学問を好み、博識強記で、喪にあっては孝行で知られた。太和末年、京兆王元愉が開府となると、高諒は召し出された。孝文帝により隴西の李仲尚や趙郡の李鳳起らとともに優秀な行佐として選出された。しばらくして太尉主簿・国子博士に転じた。正光年間、驍騎将軍の号を加えられ、徐州行台となった。525年（孝昌元年）、彭城で刺史の元法僧が反乱を起こすと、同調するよう高諒に迫ったが、高諒は同意しなかったため、元法僧により殺害された。享年は41。左将軍・滄州刺史の位を追贈された。さらに使持節・平北将軍・幽州刺史の位を贈られた。諡は忠侯といった。著書に『親表譜録』があった。
3人の男子があり、長男の高恵勝は東魏の武定年間に司徒外兵参軍となった。

## 伝記資料
- 『魏書』巻57 列伝第45
- 『北史』巻31 列伝第19